# Novi Plamen
Novi Plamen (en Français : La Nouvelle Flamme) est un magazine de gauche qui s'adresse au public sur le territoire de l'ex-Yougoslavie. Il est publié par la maison d'édition Demokratska misao (La Pensée démocratique), et a pour rédacteurs en chef Filip Erceg, Mladen Jakopović (pseudonyme Daniel Jakopovich), Ivica Mladenović et le professeur Goran Marković.

## Description
Le magazine dispose d'un Comité consultatif qui intègre des personnalités internationales de gauche bien connues telles que Noam Chomsky, Slavoj Žižek, le philosophe Ljubomir Cuculovski, Ken Coates, David Graeber, Michael Albert, John McDonnell MP, Catherine Samary et Jean Ziegler que vient renforcer d'éminents intellectuels[réf. nécessaire] et personnalités publiques de l'Europe du Sud-est dont le vice-Premier ministre du Gouvernement croate Slobodan Uzelac, le député croate Milorad Pupovac, le président de l'Association des Écrivains Croates Velimir Visković, les écrivains Slobodan Šnajder et Predrag Matvejević, les ex-ministres bosniaques Marko Oršolić et Dragoljub Stojanov, le professeur et politicien Bogdan Denitch, l'acteur Josip Pejaković, le philosophe Miodrag Živanović, et d'autres. 
Ont également apporté leur contribution au magazine Igor Mandić, Todor Kuljić, Olivera Milosavljević, don Ivan Grubišić, Drago Pilsel, l'illustrateur Branko Ilić, Srećko Pulig, Rastko Močnik, Sonja Lokar, Inoslav Bešker et Slavoj Žižek.
Novi Plamen et la maison d'édition Demokratska misao ont organisé en commun une conférence scientifique internationale intitulée Participation, Self-management, Democracy qui s'est tenue à Zagreb en novembre 2007 conjointement avec l'International Left Forum du Parti de gauche suédois.
Le nom Novi Plamen est une allusion au fameux magazine Plamen (La Flamme), qui avait été publié en 1919 et dont les éditeurs étaient Miroslav Krleža et August Cesarec.